# Geranomyia entmema
Geranomyia entmema là một loài ruồi trong họ Limoniidae. Chúng phân bố ở miền Australasia.